# 科根堡足球會
科根堡足球會（瑞典語：Falkenbergs FF），簡稱科根堡（Falkenberg）或FFF，是一支位于瑞典法尔肯贝里的足球會，成立於1928年1月3日，女足部門則於1955年成立。他們2014年球季起首度升班上瑞典超級足球聯賽作賽。科根堡是哈蘭足球協會成員。